# Jayne Atkinson
Jayne Atkinson (Bournemouth, Inglaterra, 18 de febrero de 1959) es una actriz estadounidense de origen británico que ha trabajado en diversos papeles tanto en cine como en televisión. Es más conocida por su papel en la serie 24, donde interpretó a Karen Hayes. Además fue nominada en Tony Awards por sus papeles en otros proyectos como The Rainmarker y Enchanted April. Apareció también en otras series como Mentes criminales donde interpretó a Erin Strauss y en la primera serie original de Netflix, House of  Cards, donde interpretó a Catherine Durant, y fue coprotagonista durante las seis temporadas.

## Biografía
Jayne Atkinson nació en Bournemouth, Dorset en 1959, pero su familia se trasladó a Estados Unidos cuando ella contaba con 9 años. Creció en el norte de Miami Beach, Florida y se graduó del Pine Crest School donde fue elegida "Reina del baile" en 1977. 
Cursó sus estudios universitarios en Northwestern University (BS Comunications, 1981), donde se unió al Alpha Chi Omega y a la hermandad de Laura Innes y se graduó del Yale Drama School en 1985. 
Está casada desde 1998 con el también actor Michel Gill, con quien ha tenido la oportunidad de trabajar dos veces (una en una película y otra en serie de televisión).

## Filmografía

### Películas
| Año  | Título                           | Papel           | Notas |
| ---- | -------------------------------- | --------------- | --- |
| 1993 | Free Willy                       | Annie Greenwood | |
| 1994 | Blank Check                      | Sandra Waters   | |
| 1995 | Free Willy 2: The Adventure Home | Annie Greenwood | |
| 2003 | Our Town                         | Mrs. Gibbs      | Película para televisión Nominada—Premio Satellite por mejor actriz de reparto – Series, Miniseries o Películas para TV |
| 2004 | The Village                      | Tabitha Walker  | |
| 2005 | Syriana                          | Division Chief  | |
| 2006 | 12 and Holding                   | Ashley Carges   | |
| 2008 | Recount                          | Theresa LePore  | Película para televisión                                                                                                |
| 2009 | Handsome Harry                   | Esposa de Kelly | |
| 2022 | Baby Ruby                        | Doris           | |

### Televisión
| Año       | Título                            | Papel                     | Notas |
| --------- | --------------------------------- | ------------------------- | --- |
| 1986-1988 | A Year in the Life                | Lindley Gardner Eisenberg | 25 episodios                                                                                                 |
| 1989      | Moonlighting                      | Robin Fuller              | Episodio: "Shirts and Skins"                                                                                 |
| 1990–1991 | Parenthood                        | Karen Buckman             | 12 episodios                                                                                                 |
| 1995      | The X-Files                       | Willa Ambrose             | Episodio: "Fearful Symmetry"                                                                                 |
| 1997      | The Practice                      | Ruth Gibson               | Episodio: "Part 1"                                                                                           |
| 2001–2002 | The Education of Max Bickford     | Lyla Ortiz                | 7 episodios                                                                                                  |
| 2002      | Law & Order                       | Dr. Claire Snyder         | Episodio: "Dazzled"                                                                                          |
| 2004      | Joan of Arcadia                   | Fran Montgomery           | Episodio: "Friday Night"                                                                                     |
| 2006–2007 | 24                                | Karen Hayes               | 30 episodios Nominada—Screen Actors Guild Award for Outstanding Performance by an Ensemble in a Drama Series |
| 2007–2014 | Mentes criminales                 | Erin Strauss              | 23 episodios                                                                                                 |
| 2008      | Law & Order: Special Victims Unit | Marion Springer           | Episodio: "Savant"                                                                                           |
| 2008      | Law & Order                       | Senator Melanie Carver    | Episodio: "Political Animal"                                                                                 |
| 2010      | Gossip Girl                       | Dean Reuther              | 4 episodios                                                                                                  |
| 2011      | White Collar                      | Helen Anderson            | Episodio: "Deadline"                                                                                         |
| 2012      | Blue Bloods                       | Sharon Harris             | Episodio: "Reagan V. Reagan"                                                                                 |
| 2012      | Perception                        | Helen Paulson             | 2 episodios                                                                                                  |
| 2013      | The Following                     | Madre de Jacob            | 2 episodios                                                                                                  |
| 2013–2018 | House of Cards                    | Catherine Durant          | 35 episodios Nominada—Screen Actors Guild Award for Outstanding Performance by an Ensemble in a Drama Series |
| 2015      | Zoo                               | Amelia Sage               | 2 episodios                                                                                                  |
| 2016      | The Good Wife                     | Nora Valentine            | Episodio: "Landing"                                                                                          |
| 2016      | Chicago Med                       | Laura Clay                | Episodio: "Disorder"                                                                                         |
| 2018      | Madam Secretary                   | Teresa Hurst              | 20 episodios                                                                                                 |
| 2018      | The Walking Dead                  | Georgie                   | 1 episodio                                                                                                   |
| 2018      | Castle Rock                       | Daria Reese               | 1 episodio                                                                                                   |
| 2019      | Bluff City Law                    | Della Bedford             | Reparto principal                                                                                            |
| 2021      | Clarice                           | Ruth Martin               | 4 episodios                                                                                                  |
| 2024      | Muerte y otros detalles           | Katherine Collier         | Recurrente                                                                                                   |

### Teatro
| Año       | Título          | Papel         | Notas |
| --------- | --------------- | ------------- | --- |
| 1987      | All My Sons     | Sue Bayliss   | |
| 1989–1990 | Tru             | Jan           | |
| 1997–1998 | Ivanov          | Anna Petrovna | |
| 1999–2000 | The Rainmaker   | Lizzie Curry  | Nominada—Premio Tony a la mejor actriz en una obra                                                             |
| 2002–2003 | Our Town        | Mrs. Gibbs    | |
| 2003      | Enchanted April | Lotty Wilton  | Nominada—Drama Desk Award for Outstanding Actress in a Play Nominada—Premio Tony a la mejor actriz en una obra |
| 2009      | Blithe Spirit   | Ruth          | |